# Cucutilla (ort)
Cucutilla är en ort i Colombia.   Den ligger i departementet Norte de Santander, i den norra delen av landet, 400 km norr om huvudstaden Bogotá. Cucutilla ligger 1 281 meter över havet och antalet invånare är 1 950.
Terrängen runt Cucutilla är bergig söderut, men norrut är den kuperad. Cucutilla ligger nere i en dal. Runt Cucutilla är det ganska tätbefolkat, med 120 invånare per kvadratkilometer. Närmaste större samhälle är Arboledas, 11,8 km norr om Cucutilla. I omgivningarna runt Cucutilla växer i huvudsak städsegrön lövskog.